# Мехикали (муниципалитет)
Мехика́ли (исп. Mexicali) — муниципалитет в Мексике, штат Нижняя Калифорния, с административным центром в одноимённом городе. Численность населения, по данным переписи 2020 года, составила 1 049 792 человека.

## Общие сведения
Название Mexicali состоит из начальных букв слов Mexico и California.
Площадь муниципалитета равна 15 653 км², что составляет 21,83 % от площади штата, а наивысшая точка — 1519 метров, расположена в поселении Ранчо-Седрос.
Он граничит с другими муниципалитетами Нижней Калифорнии: на юге с Сан-Фелипе, на западе с Энсенадой и Текате, на востоке с другим штатом Мексики — Сонорой, на севере проходит государственная граница с Соединёнными штатами Америки, а также на востоке омывается водами Калифорнийского залива.
Главные водные артерии, протекающие по муниципалитету и пересекающие границу с США: Колорадо, Харди и Нью-Ривер.
В муниципалитете расположен международный аэропорт имени генерала Родольфо Санчеса Табоады.

## Учреждение и состав
Муниципалитет был образован 16 января 1952 года, при формировании штата Нижняя Калифорния, в его состав входит 1970 населённых пунктов, самые крупные из которых:
| Код INEGI                  | Населённый пункт                                                                                  | Численность населения (2005 год) | Численность населения (2010 год) | Численность населения (2020 год) |
| -------------------------- | ------------------------------------------------------------------------------------------------- | -------------------------------- | -------------------------------- | -------------------------------- |
| 002                        | Всего                                                                                             | 855962                           | 936826                           | 1049792                          |
| 0001                       | Мехикали (исп. Mexicali) 32°38′28″ с. ш. 115°28′32″ з. д. (административный центр)                | 653046                           | 689775                           | 854186                           |
| 0289                       | Санта-Исабель (исп. Santa Isabel) 32°37′53″ с. ш. 115°34′32″ з. д.                                | 22007                            | 29311                            | Вошёл в состав города Мехикали   |
| 0185                       | Сьюдад-Гуадалупе-Виктория (исп. Ciudad Guadalupe Victoria)) 32°17′19″ с. ш. 115°06′11″ з. д.      | 14861                            | 17119                            | 19081                            |
| 0284                       | Сан-Фелипе (исп. San Felipe) 31°01′23″ с. ш. 114°50′20″ з. д.                                     | 14831                            | 16702                            | 17143                            |
| 0262                       | Пуэбла (исп. Puebla) 32°34′01″ с. ш. 115°21′07″ з. д.                                             | 7014                             | 15168                            | Вошёл в состав города Мехикали   |
| 0260                       | Прогресо (исп. Progreso) 32°35′03″ с. ш. 115°35′03″ з. д.                                         | 5071                             | 12557                            | Вошёл в состав города Мехикали   |
| 0231                       | Сьюдад-Морелос (Куервос) (исп. Ciudad Morelos (Cuervos)) 32°37′53″ с. ш. 114°51′53″ з. д.         | 6814                             | 8243                             | 9572                             |
| 0111                       | Висенте-Герреро (Альгодонес) (исп. Vicente Guerrero (Algodones)) 32°42′58″ с. ш. 114°43′55″ з. д. | 4021                             | 5474                             | 6796                             |
| 0461                       | Сьюдад-Коауила (исп. Ciudad Coahuila) 32°11′42″ с. ш. 115°00′04″ з. д.                            | 5333                             | 5617                             | 6503                             |
| 0110                       | Венустиано-Карранса (исп. Colonia Venustiano Carranza) 32°13′41″ с. ш. 115°10′13″ з. д.           | 5835                             | 6098                             | 6205                             |
| 0159                       | Эстасьон-Дельта (исп. Delta (Estación Delta)) 32°21′21″ с. ш. 115°11′47″ з. д.                    | 5278                             | 5180                             | 5615                             |
| 0192                       | Эхидо-Эрмосильо (исп. Ejido Hermosillo) 32°30′43″ с. ш. 114°55′21″ з. д.                          | 5082                             | 5101                             | 5072                             |
| —                          | Прочие                                                                                            | 111851                           | 125582                           | 119619                           |
| Названия на карте Генштаба |                                                                                                   |                                  |                                  |                                  |

## Экономическая деятельность
По статистическим данным 2000 года, работоспособное население занято по секторам экономики в следующих пропорциях: сельское хозяйство и скотоводство — 11,3 %, обрабатывающая промышленность и строительство — 33,4 %, сфера услуг и туризма — 50,6 %.

## Инфраструктура
По статистическим данным 2010 года, инфраструктура развита следующим образом:
- электрификация: 98,9 %;
- водоснабжение: 97,9 %;
- водоотведение: 92,4 %.

## Туризм
В муниципалитете существует множество памятников и монументов, две галереи с работами местных художников, а также несколько театров.